# 坂本パーキングエリア
坂本パーキングエリア（さかもとパーキングエリア）は、熊本県八代市坂本町中谷いにある九州自動車道上にあるパーキングエリア。
2005年9月30日でスナック・ショッピングコーナーの営業が終了し、翌日からは自動販売機のみの営業になった。

## 道路
- E3 九州自動車道

## 施設

### 上り線（熊本・福岡方面）
- 駐車場
  - 大型7台
  - 小型56台
- トイレ
  - 男性　大2（和式2・洋式0）・小5
  - 女性　5（和式4・洋式1）
  - 車椅子用　1
- 自動販売機
- バス停留所（休止中）

### 下り線（宮崎・鹿児島方面）
- 駐車場]
  - 大型13台
  - 小型20台
- トイレ
  - 男性　大2（和式2・洋式0）・小5
  - 女性　5（和式4・洋式1）
  - 車椅子用　1
- 自動販売機
- バス停留所（休止中）

### バス停留所

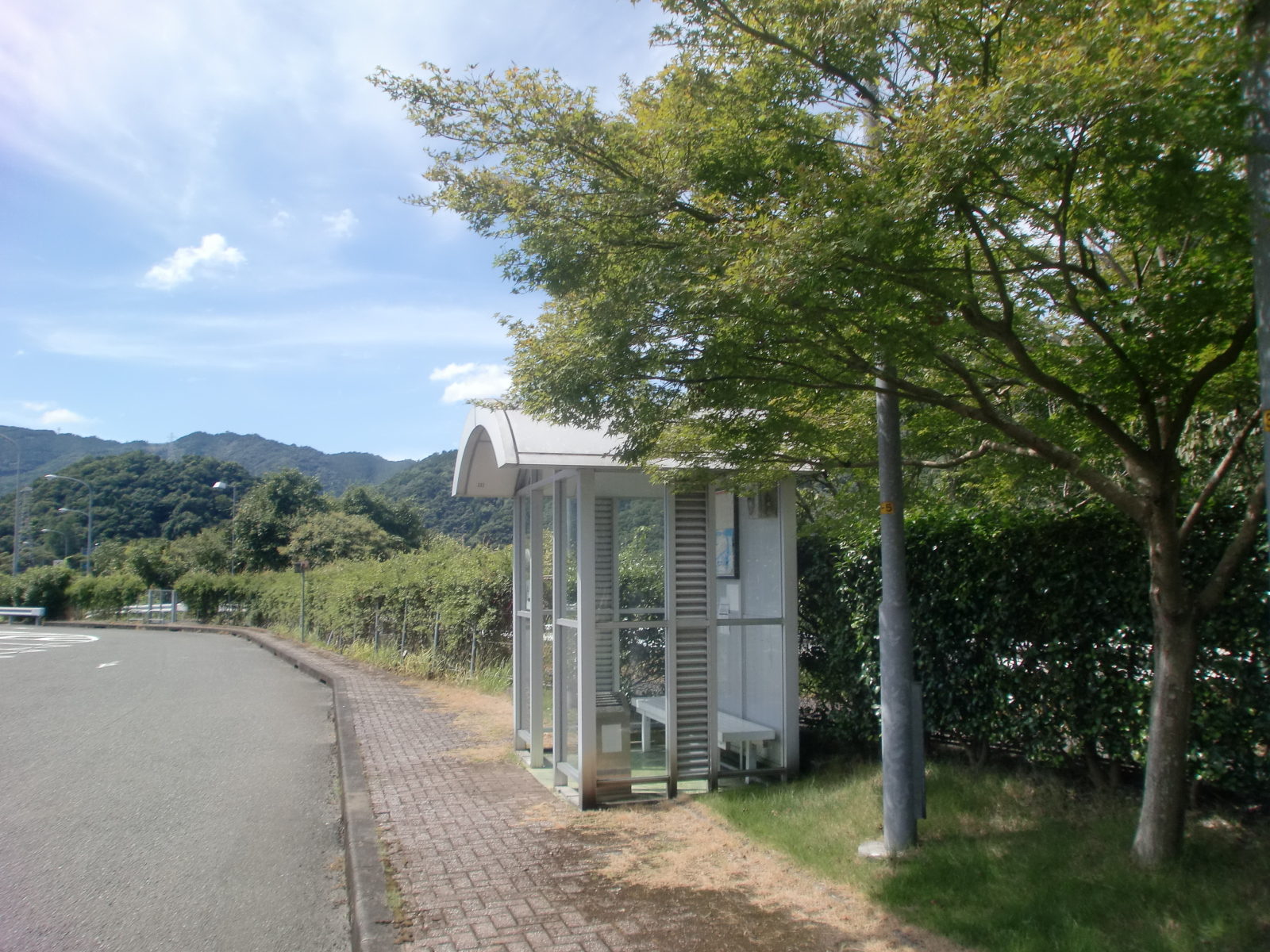
坂本バスストップ下り線の外観

上下方向ともPA内の一角にバス停留所設備を併設しているが、2017年10月1日をもって最後の1路線が停車を取りやめたため、停車する高速バスが全くなくなりバス停留所は休止されている。
かつては以下の2路線の高速バスが停車していた。いずれも各停便のみでノンストップ便は停車していなかった。
- 熊本 - 宮崎「なんぷう号」（九州産交バス・宮崎交通）[1] - 2017年10月1日、各停便の停車地見直しにより当停留所への停車を中止
- 熊本 - 鹿児島「きりしま号」（九州産交バス・いわさきバスネットワーク（当時）・南国交通） - 2011年4月1日、各停便廃止により当停留所への停車を中止

## 隣
E3 九州自動車道
(18-1)八代JCT - 坂本PA - 鮎帰BS - 小鶴BS - 山江SA - (19)人吉IC/TB（廃止）
高速バス
八代IC - 坂本PA - 鮎帰BS